# Biserica fortificată din Codlea
Biserica fortificată din Codlea a fost construită începând cu secolul al XIII-lea. Ansamblul care cuprinde biserica evanghelică și incinta fortificată figurează pe lista monumentelor istorice 2010, cod LMI BV-II-a-A-11643.

## Fortificația și biserica
Cetatea bisericească se află în piața centrală din Codlea. Din construcția romanică de secol al XIII-lea se mai păstrează portalul de vest. În absența unor cercetări arheologice exhaustive, este greu de stabilit astăzi dacă biserica inițială a fost construită în formă de bazilică sau de biserică sală.
Portalul cu trei retrageri succesive, cu arc plincintru, are pereții formați din colonete cărora le este atașată o friză de capiteluri cu decorație de palmete și figurine umane. În secolul al XV-lea biserica romanică a fost transformată într-o biserică sală gotică. Corul este prevăzut cu o absidă 5/8 precum și cu o boltă în leagăn cu penetrații, cu nervuri de cărămidă dispuse în formă de plasă. Nervurile pornesc de la console decorate diferit. Sacristia din nordul corului se dezvoltă pe două niveluri și are bolți în formă de plasă, cu nervuri din cărămidă. La începutul sec. al XVIII-lea a fost realizat valorosul tavan casetat în sala bisericii, format din 252 de panouri pictate.
În sud-estul bisericii se ridică turnul clopotniță, un donjon masiv care, prin completări succesive, a ajuns să aibă pereți de 5 m grosime. O incintă fortificată de formă poligonală înconjoară biserica. Ea a fost realizată la începutul sec. al XV-lea, după anul 1420, respectiv în urma primelor invazii turcești. Zidul de incintă are o înălțime de 8–10 m, iar grosimea sa ajunge până la 2 m. În partea coamei a fost prevăzut cu goluri de tragere și aruncare. În partea interioară au fost construite camere de provizii. Turnul primește în anul 1892 aspectul actual neogotic. Altarul, opera lui Johannes Bartel din Brașov, înălțat în 1904, este de asemenea neogotic. Amvonul este datat 1841. Orga, terminată în 1783, unul din cele mai valoroase instrumente din Transilvania, are un pozitiv pe balustradă și este opera maestrului Prause din Silezia. Tratarea cromatică aparține pictorului Oelhahn. 
Clădirea primăriei a fost ridicată între 1828 și 1830 în sudul bisericii, alipită turnului clopotniță.

## Galerie de imagini

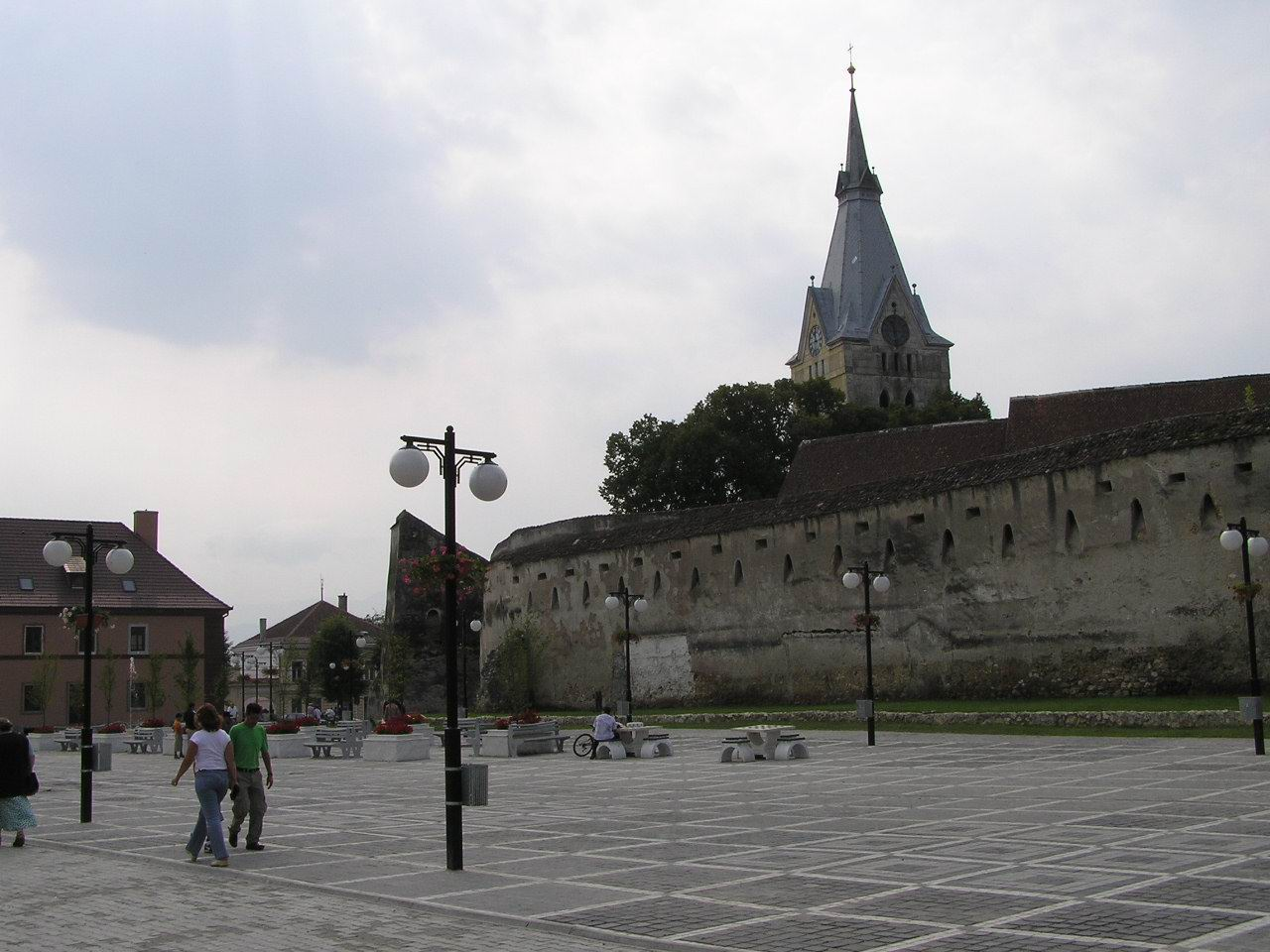
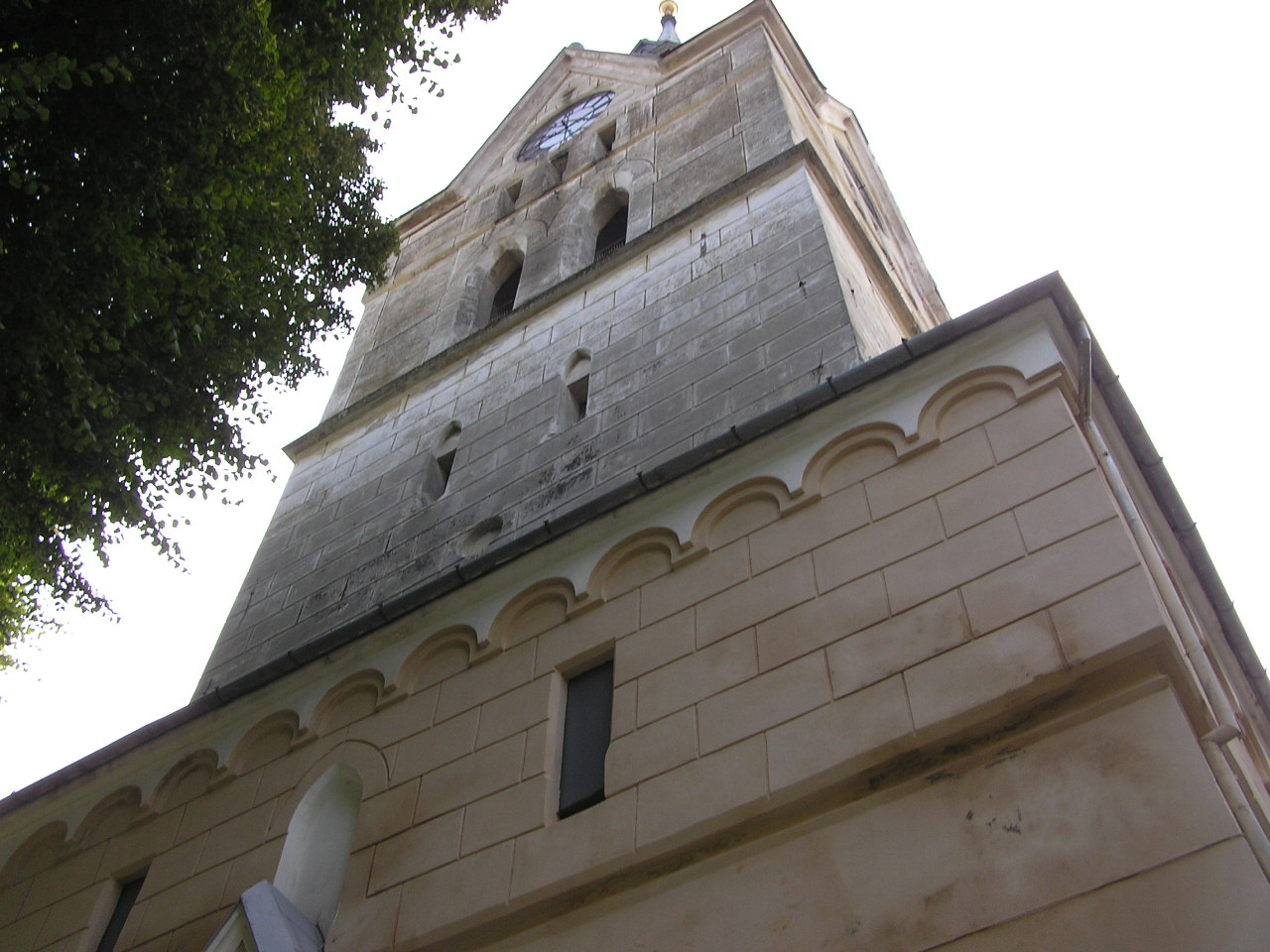
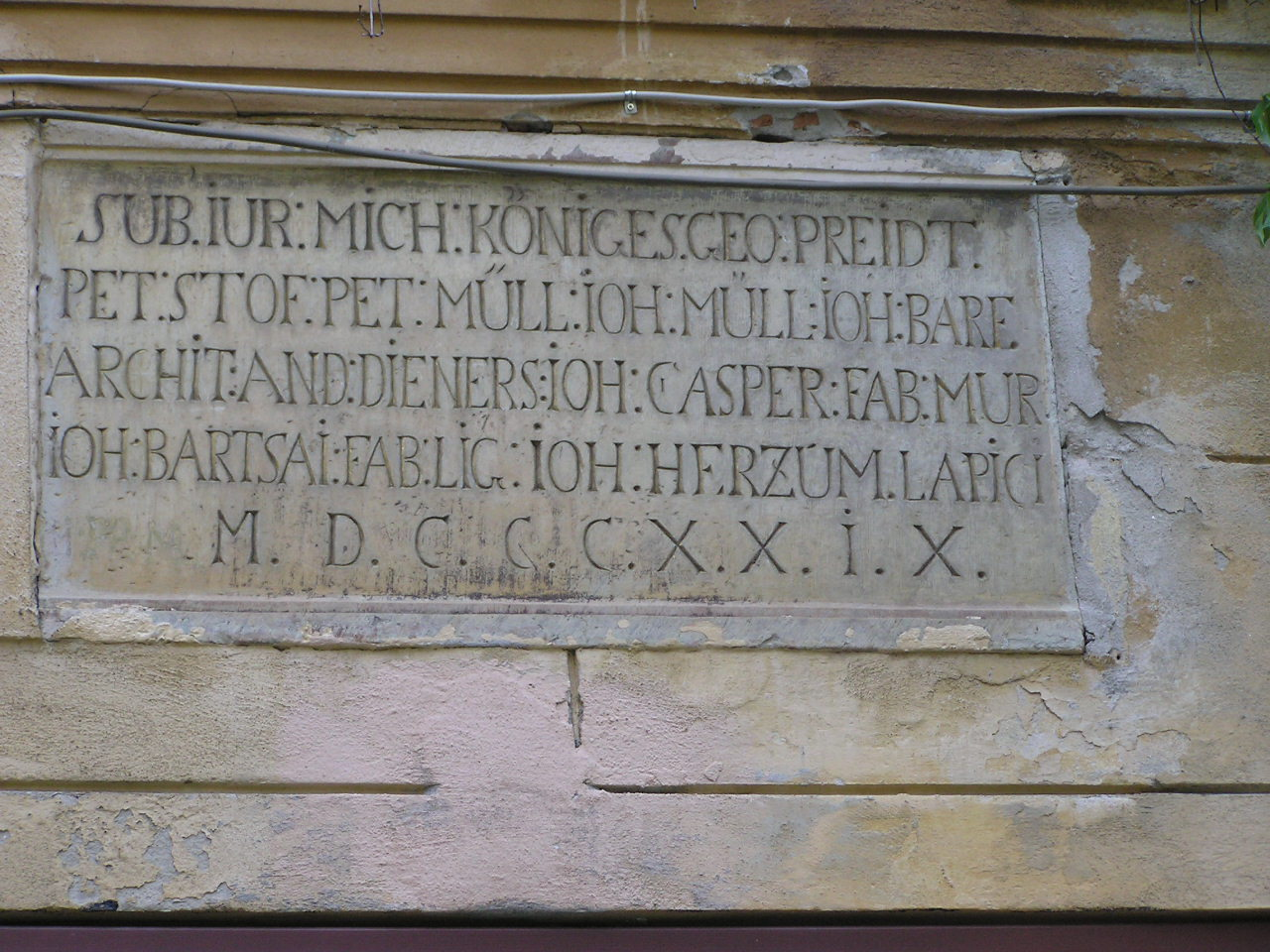
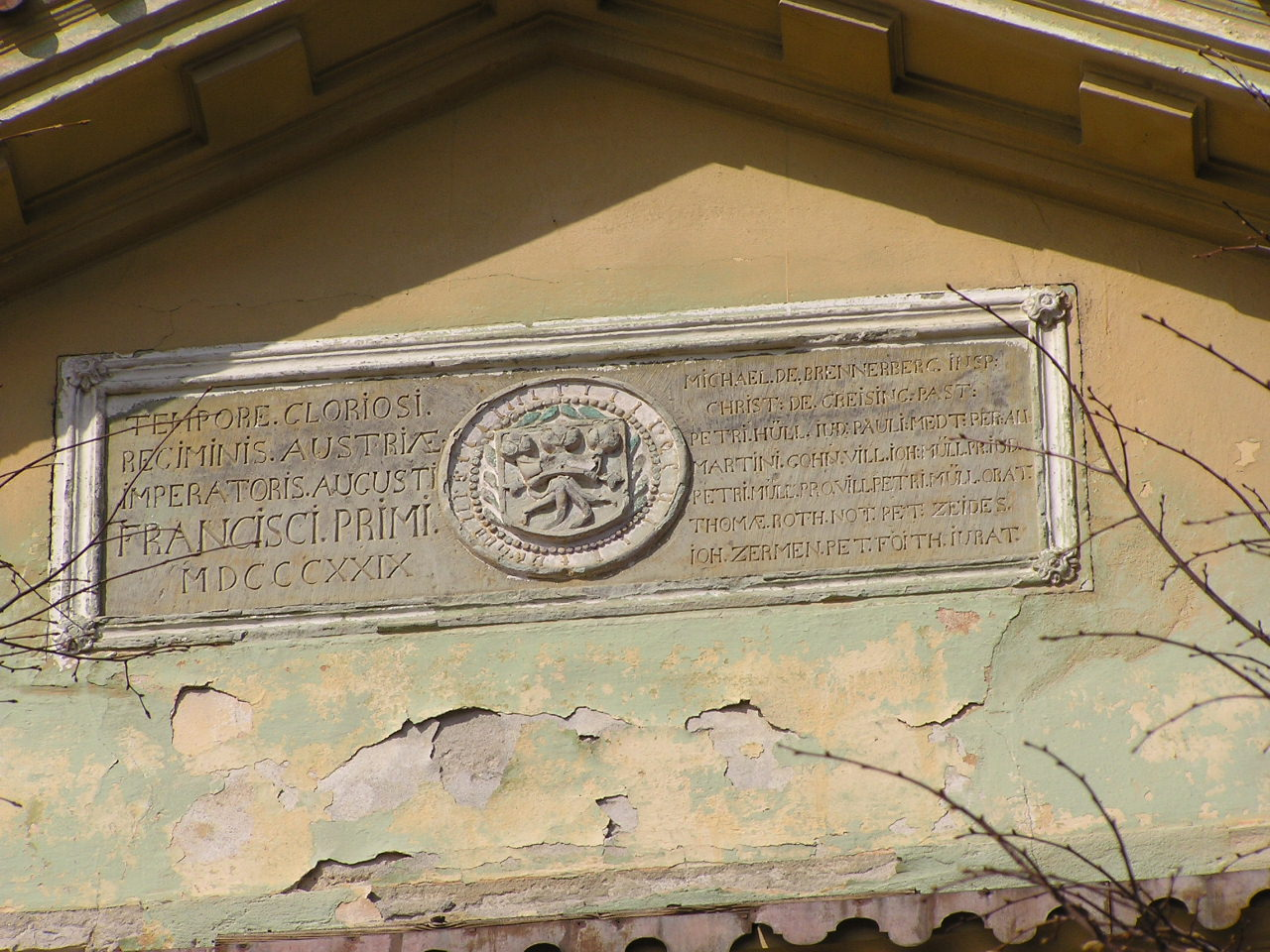
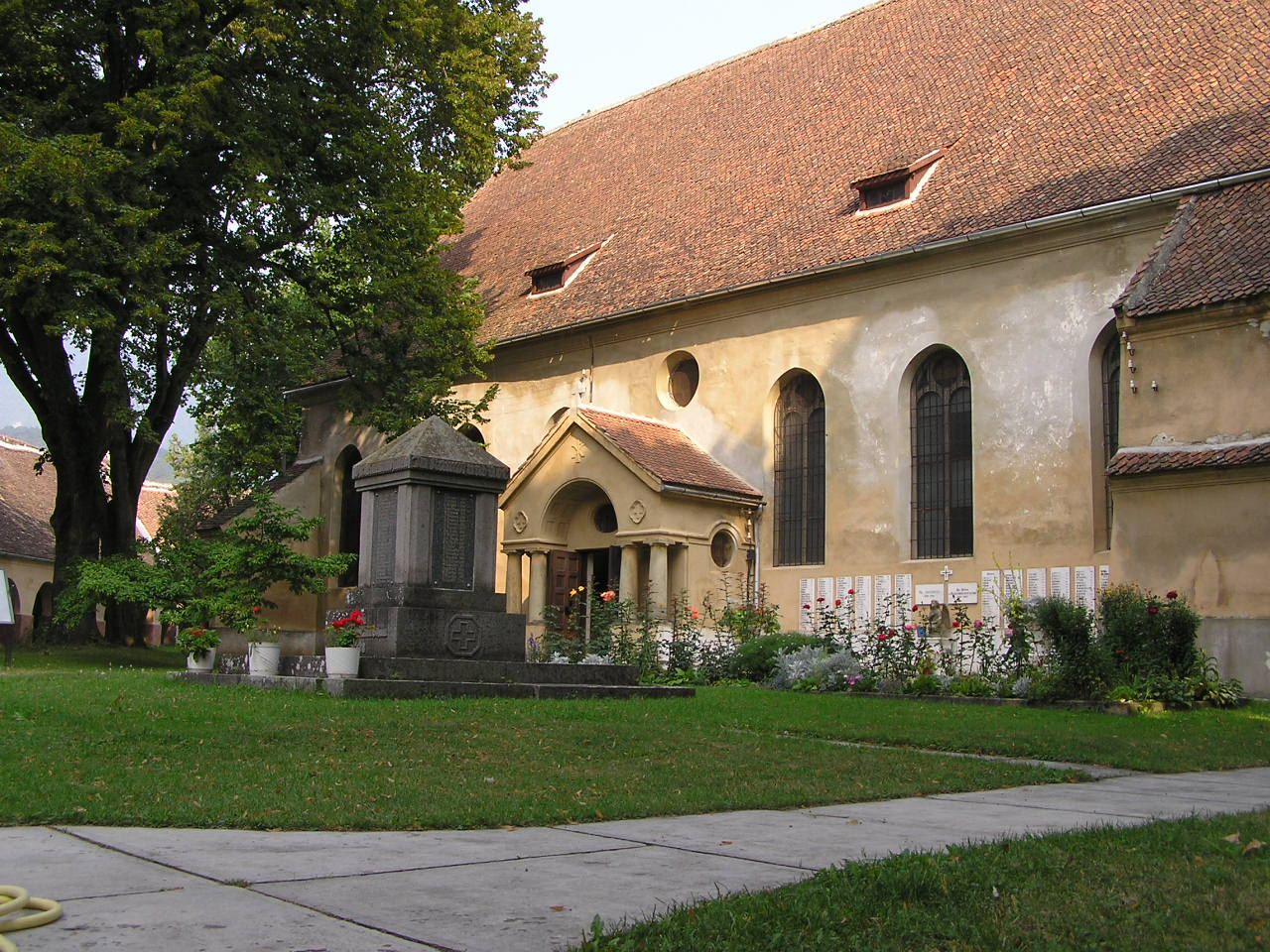
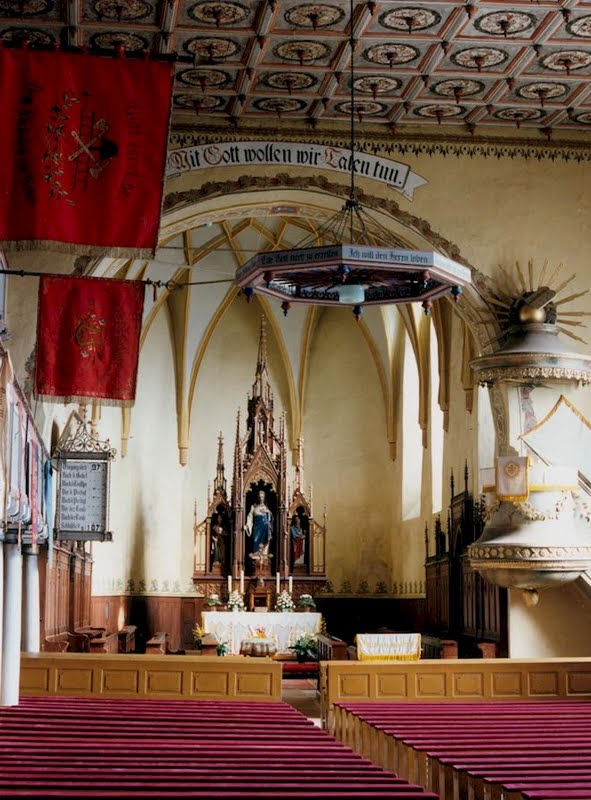
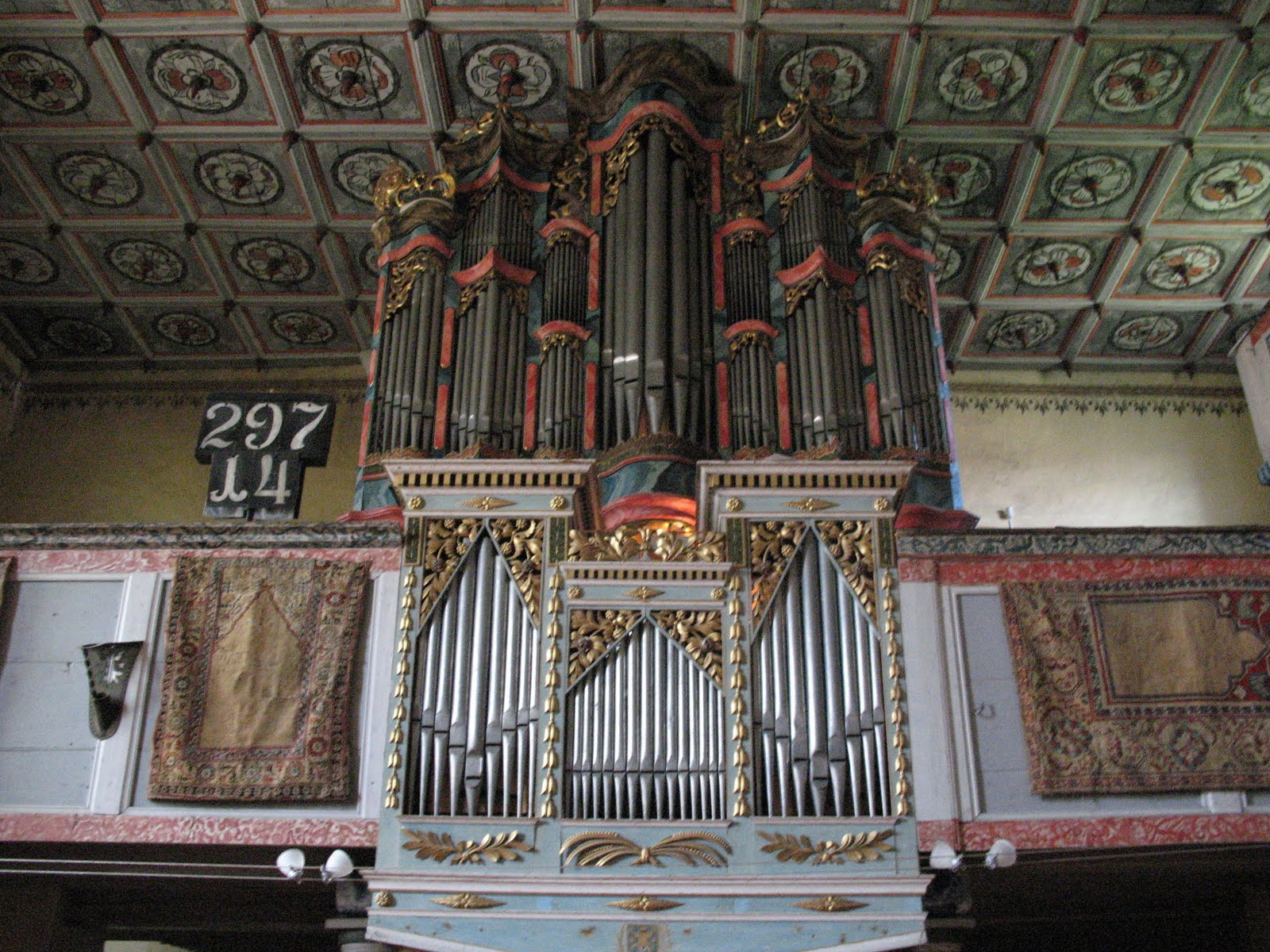
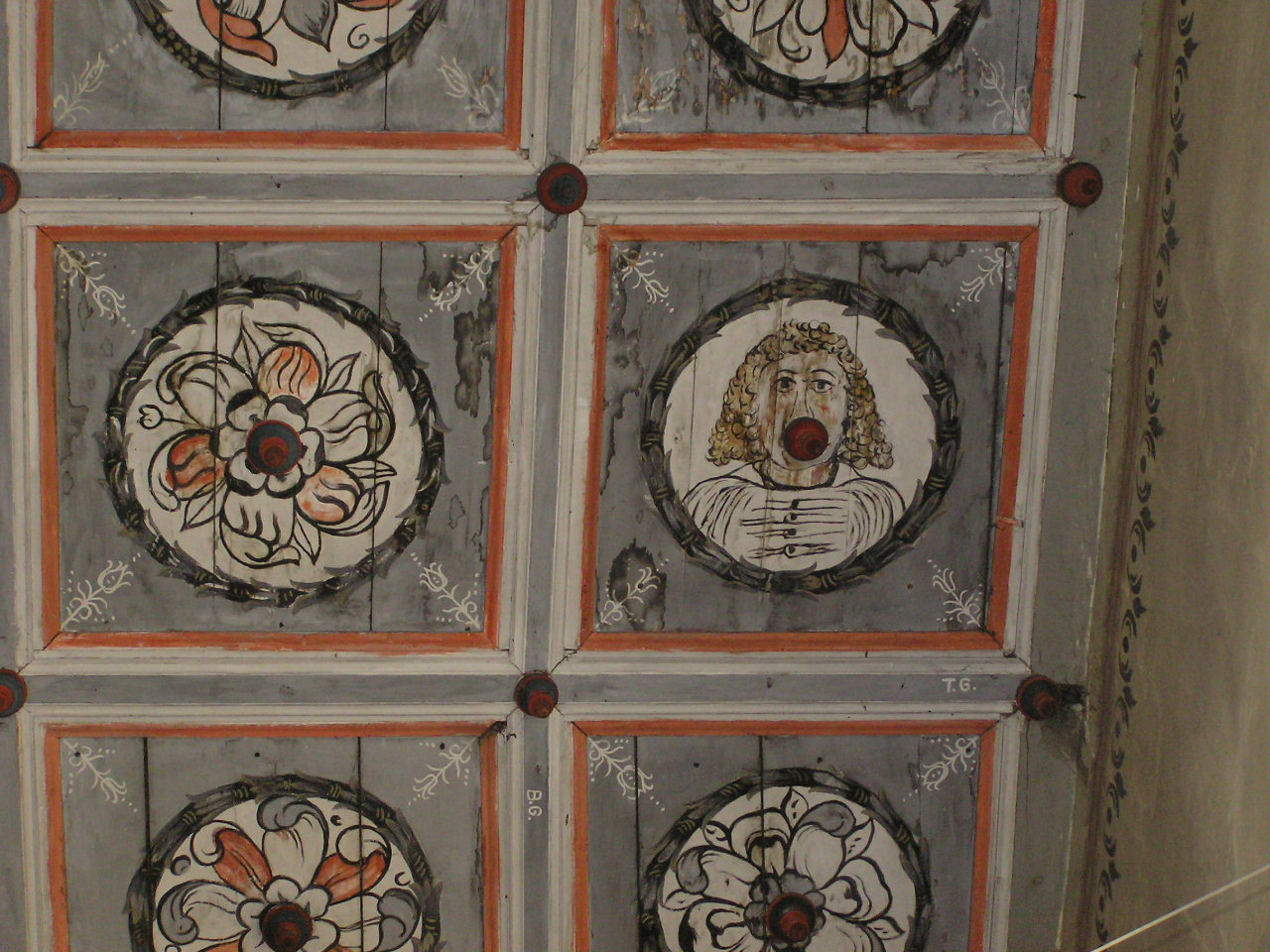
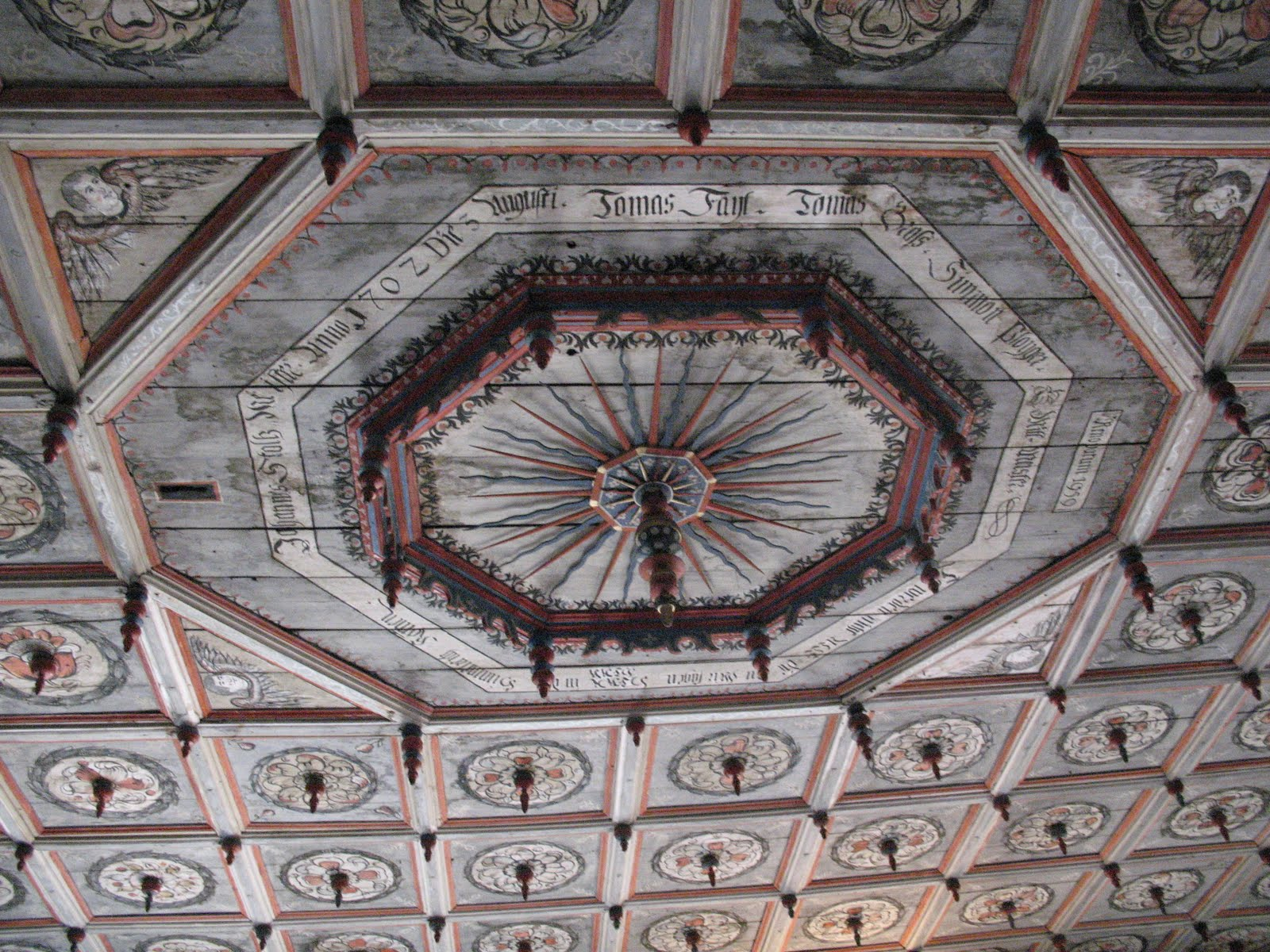
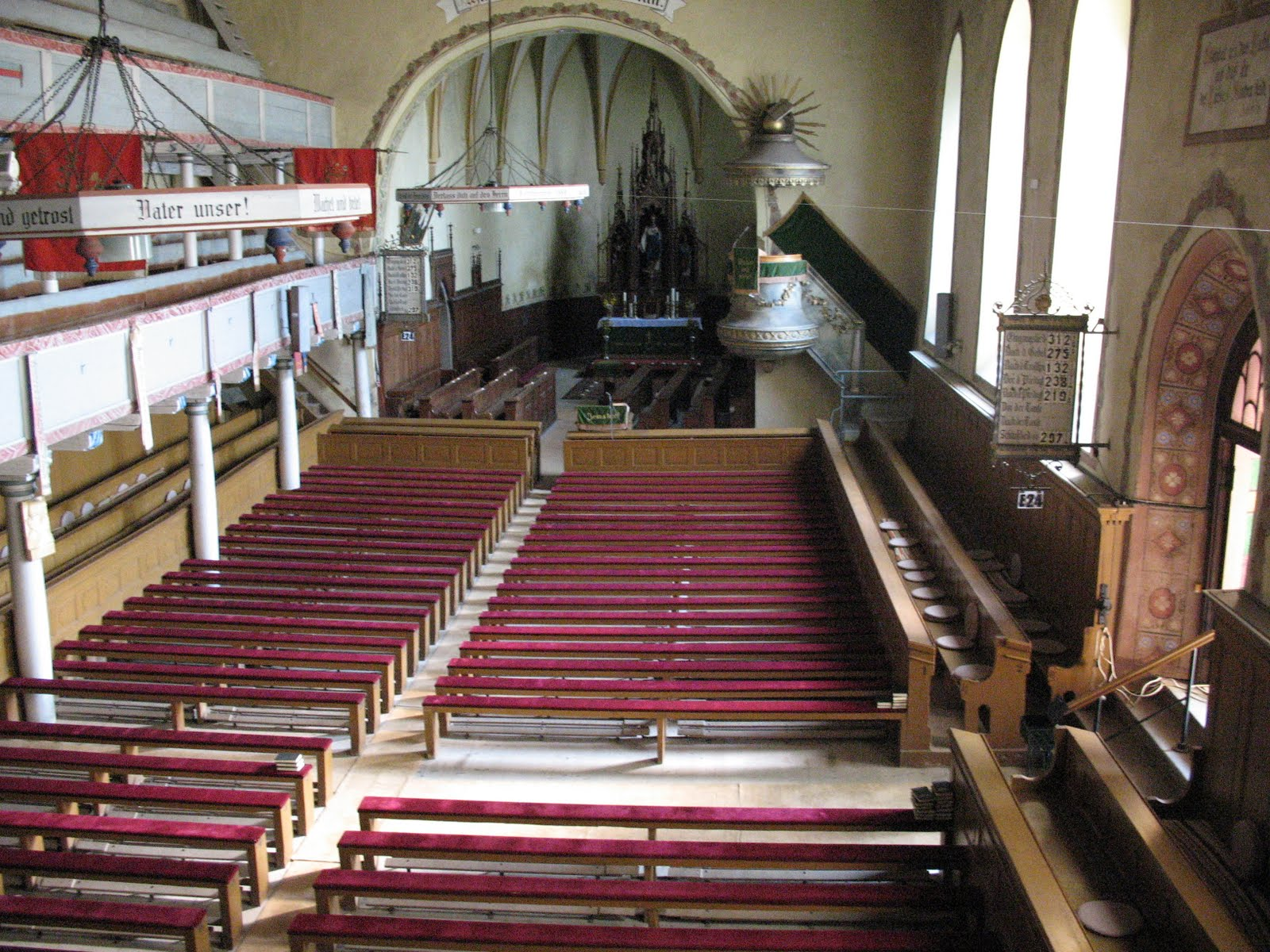
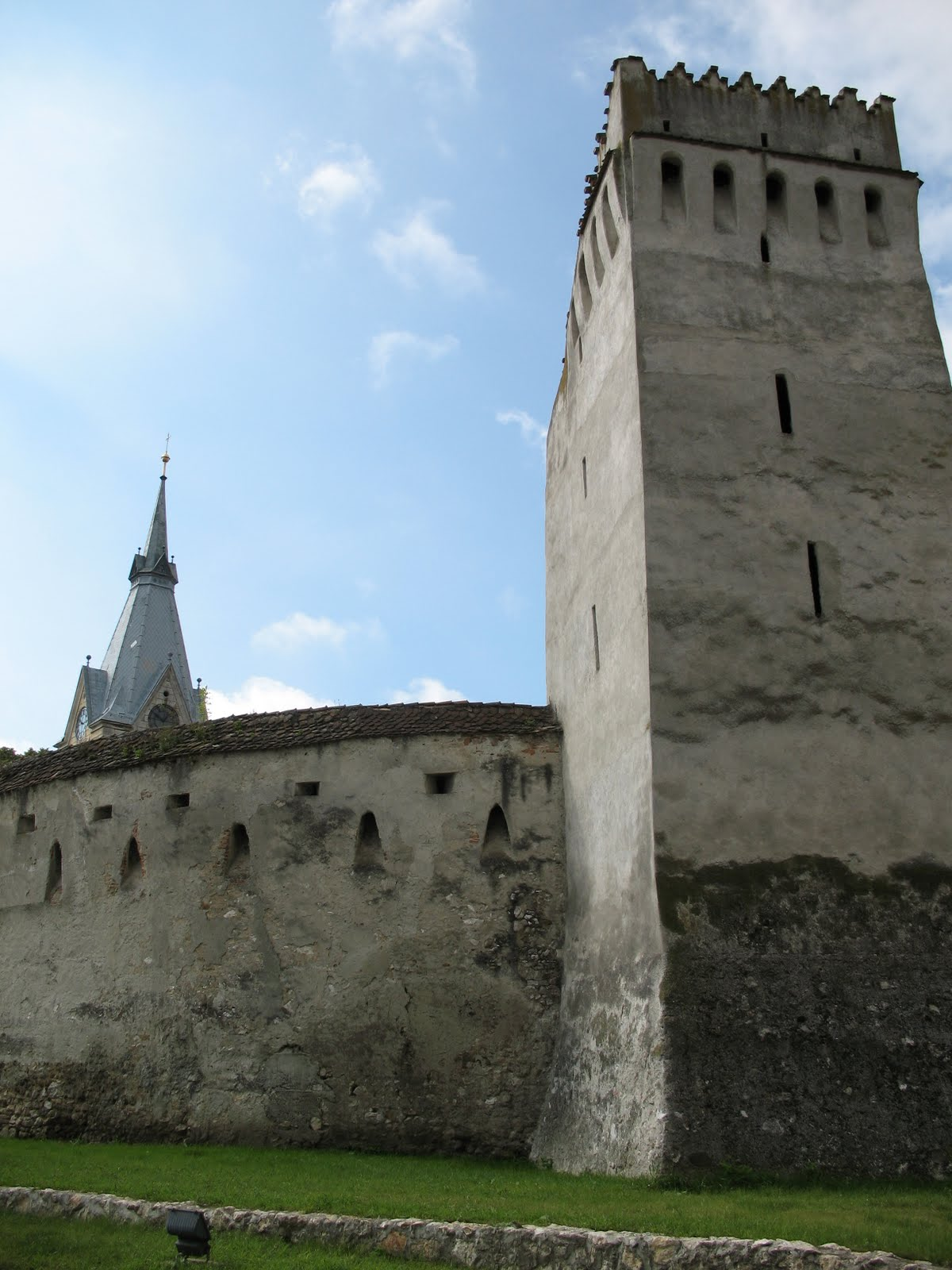
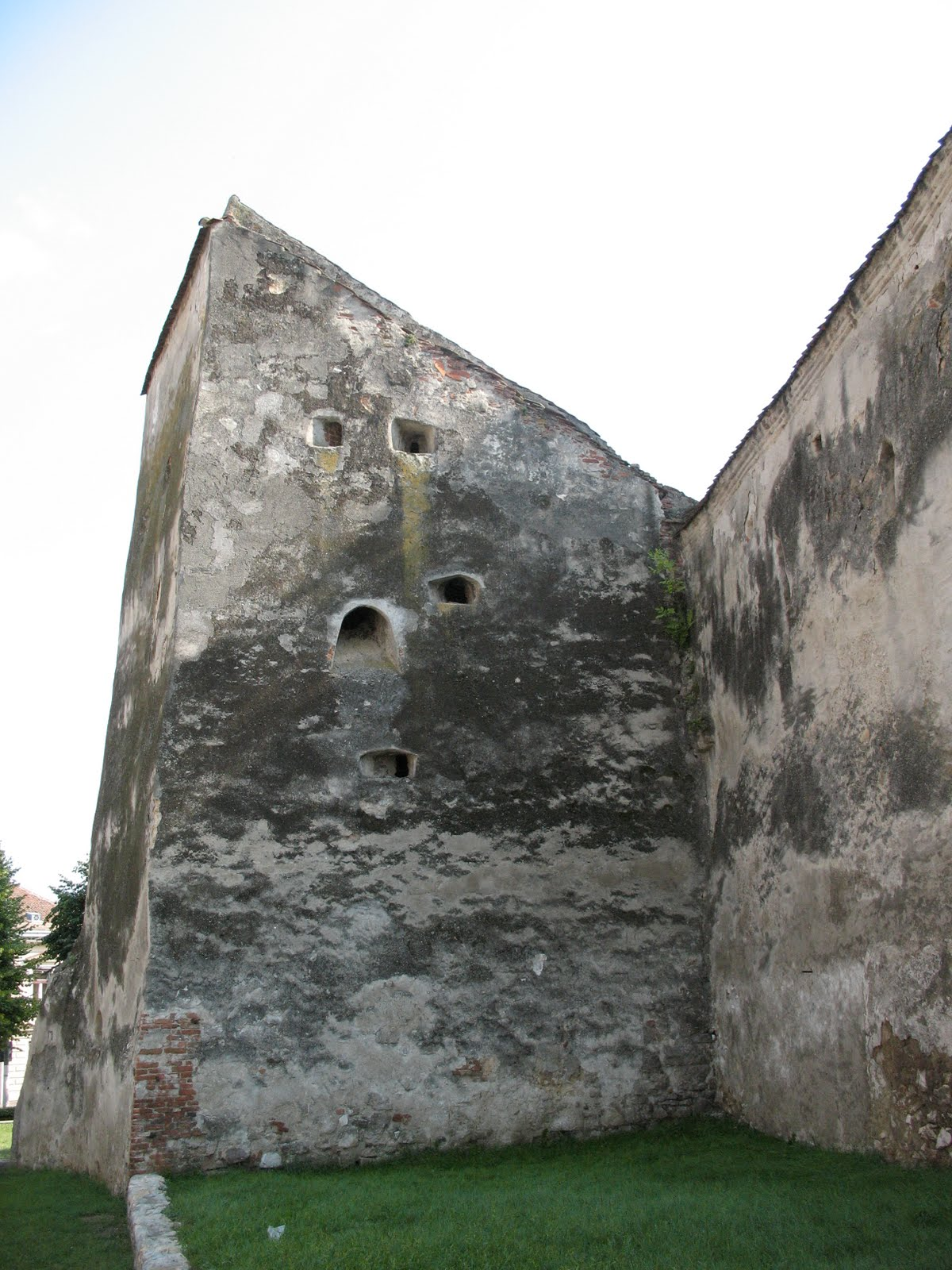
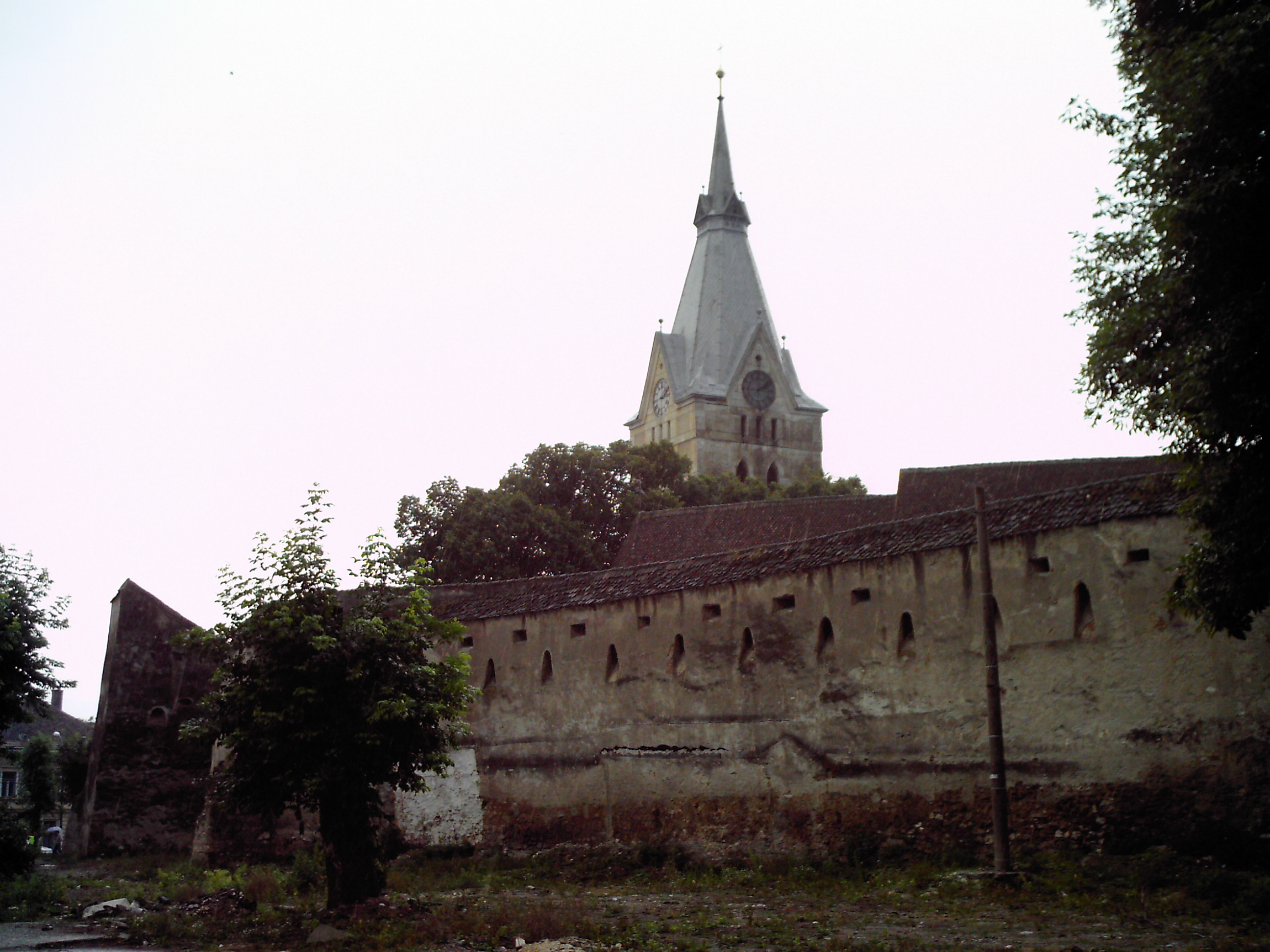